# Наранг, Гаган
Гаган Наранг (в.-пандж. ਗਗਨ ਨਾਰੰਗ, хинди गगन नारंग, род. 6 мая 1983 года) — индийский стрелок, призёр Олимпийских игр.
Гаган Наранг родился в 1983 году в Мадрасе, однако его дедушка и бабушка были родом из штата Харьяна.
В 2003 году Гаган Наранг завоевал золотую медаль на проходивших в Хайдарабаде Афро-Азиатских играх. В 2004 году он принял участие на Олимпийских играх в Афинах, но в итоге оказался лишь 12-м. В 2006 году он выиграл золотую медаль Кубка мира и четыре золотых медали Игр Содружества. В 2008 году он принял участие в Олимпийских играх в Пекине — на этот раз уже в трёх стрелковых дисциплинах — но опять не смог приблизиться к медалям; однако в том же году он опять завоевал золотую медаль Кубка мира. В 2010 году Гаган Наранг опять завоевал четыре золотых медали Игр Содружества, а также две серебряных медали Азиатских игр. В 2012 году он завоевал бронзовую медаль Олимпийских игр в Лондоне.